# Ernestia goudotii
Ernestia goudotii är en tvåhjärtbladig växtart som först beskrevs av Charles Victor Naudin, och fick sitt nu gällande namn av Trianan. Ernestia goudotii ingår i släktet Ernestia och familjen Melastomataceae. Inga underarter finns listade i Catalogue of Life.